# Swiss Open Gstaad 2025 - Qualificazioni singolare
Le qualificazioni del singolare del Swiss Open Gstaad 2025 sono state un torneo di tennis preliminare per accedere alla fase finale della manifestazione. I vincitori dell'ultimo turno sono entrati di diritto nel tabellone principale. In caso di ritiro di uno o più giocatori aventi diritto, a questi sono subentrati i lucky loser, ossia i giocatori che hanno perso nell'ultimo turno ma che avevano una classifica più alta rispetto agli altri partecipanti che avevano comunque perso nel turno finale.

## Teste di serie
1. Francesco Passaro (qualificato)
2. Yannick Hanfmann (primo turno)
3. Marco Trungelliti (qualificato)
4. Ignacio Buse (qualificato)

1. Henrique Rocha (primo turno)
2. Marc-Andrea Hüsler (primo turno)
3. Coleman Wong (primo turno)
4. Dmitrij Popko (primo turno)

## Qualificati
1. Francesco Passaro
2. Calvin Hemery

1. Marco Trungelliti
2. Ignacio Buse

### Lucky loser
1. Patrick Zahraj

## Tabellone

### Sezione 1
|  | Primo turno | Primo turno        | Primo turno       | Primo turno | Primo turno |  |  | Ultimo turno | Ultimo turno      | Ultimo turno      | Ultimo turno | Ultimo turno |  |
|  |             |                    |                   |             |             |  |  |              |                   |                   |              |              |  |
|  | 1           | Francesco Passaro  | Francesco Passaro | 6           | 6           |  |  |              |                   |                   |              |              |  |
|  | WC          | Mika Brunold       | Mika Brunold      | 3           | 2           |  |  | 1            | Francesco Passaro | Francesco Passaro | 6            | 6            |  |
|  | Alt         | Gonzalo Bueno      | 1                 | 6           | 7           |  |  | Alt          | Gonzalo Bueno     | Gonzalo Bueno     | 3            | 4            |  |
|  | 6           | Marc-Andrea Hüsler | 6                 | 3           | 64          |  |  |              |                   |                   |              |              |  |

### Sezione 2
|  | Primo turno | Primo turno      | Primo turno      | Primo turno | Primo turno |  |  | Ultimo turno | Ultimo turno   | Ultimo turno | Ultimo turno | Ultimo turno |  |
|  |             |                  |                  |             |             |  |  |              |                |              |              |              |  |
|  | 2           | Yannick Hanfmann | Yannick Hanfmann | 5           | 67          |  |  |              |                |              |              |              |  |
|  |             | Calvin Hemery    | Calvin Hemery    | 7           | 7           |  |  |              | Calvin Hemery  | 6            | 1            | 6            |  |
|  | PR          | Facundo Bagnis   | 67               | 7           | 6           |  |  | PR           | Facundo Bagnis | 4            | 6            | 1            |  |
|  | 7           | Coleman Wong     | 7                | 5           | 4           |  |  |              |                |              |              |              |  |

### Sezione 3
|  | Primo turno | Primo turno         | Primo turno         | Primo turno | Primo turno |  |  | Ultimo turno | Ultimo turno      | Ultimo turno | Ultimo turno | Ultimo turno |  |
|  |             |                     |                     |             |             |  |  |              |                   |              |              |              |  |
|  | 3           | Marco Trungelliti   | Marco Trungelliti   | 7           | 6           |  |  |              |                   |              |              |              |  |
|  |             | Alexander Ritschard | Alexander Ritschard | 5           | 4           |  |  | 3            | Marco Trungelliti | 7            | 62           | 6            |  |
|  | WC          | Henry Bernet        | Henry Bernet        | 7           | 6           |  |  | WC           | Henry Bernet      | 5            | 7            | 4            |  |
|  | 8           | Dmitrij Popko       | Dmitrij Popko       | 63          | 3           |  |  |              |                   |              |              |              |  |

### Sezione 4
|  | Primo turno | Primo turno          | Primo turno    | Primo turno | Primo turno |  |  | Ultimo turno | Ultimo turno   | Ultimo turno   | Ultimo turno | Ultimo turno |  |
|  |             |                      |                |             |             |  |  |              |                |                |              |              |  |
|  | 4           | Ignacio Buse         | 6              | 6           | 6           |  |  |              |                |                |              |              |  |
|  |             | Albert Ramos Viñolas | 4              | 7           | 3           |  |  | 4            | Ignacio Buse   | Ignacio Buse   | 7            | 6            |  |
|  |             | Patrick Zahraj       | Patrick Zahraj | 7           | 6           |  |  |              | Patrick Zahraj | Patrick Zahraj | 64           | 3            |  |
|  | 5           | Henrique Rocha       | Henrique Rocha | 5           | 4           |  |  |              |                |                |              |              |  |